# Raciîn, Horohiv
Raciîn (în ucraineană Рачин) este localitatea de reședință a comunei Raciîn din raionul Horohiv, regiunea Volînia, Ucraina.

## Demografie
Componența lingvistică a localității Raciîn
     Ucraineană (99,22%)
     Alte limbi (0,78%)
Conform recensământului din 2001, majoritatea populației localității Raciîn era vorbitoare de ucraineană (99,22%), existând în minoritate și vorbitori de alte limbi.

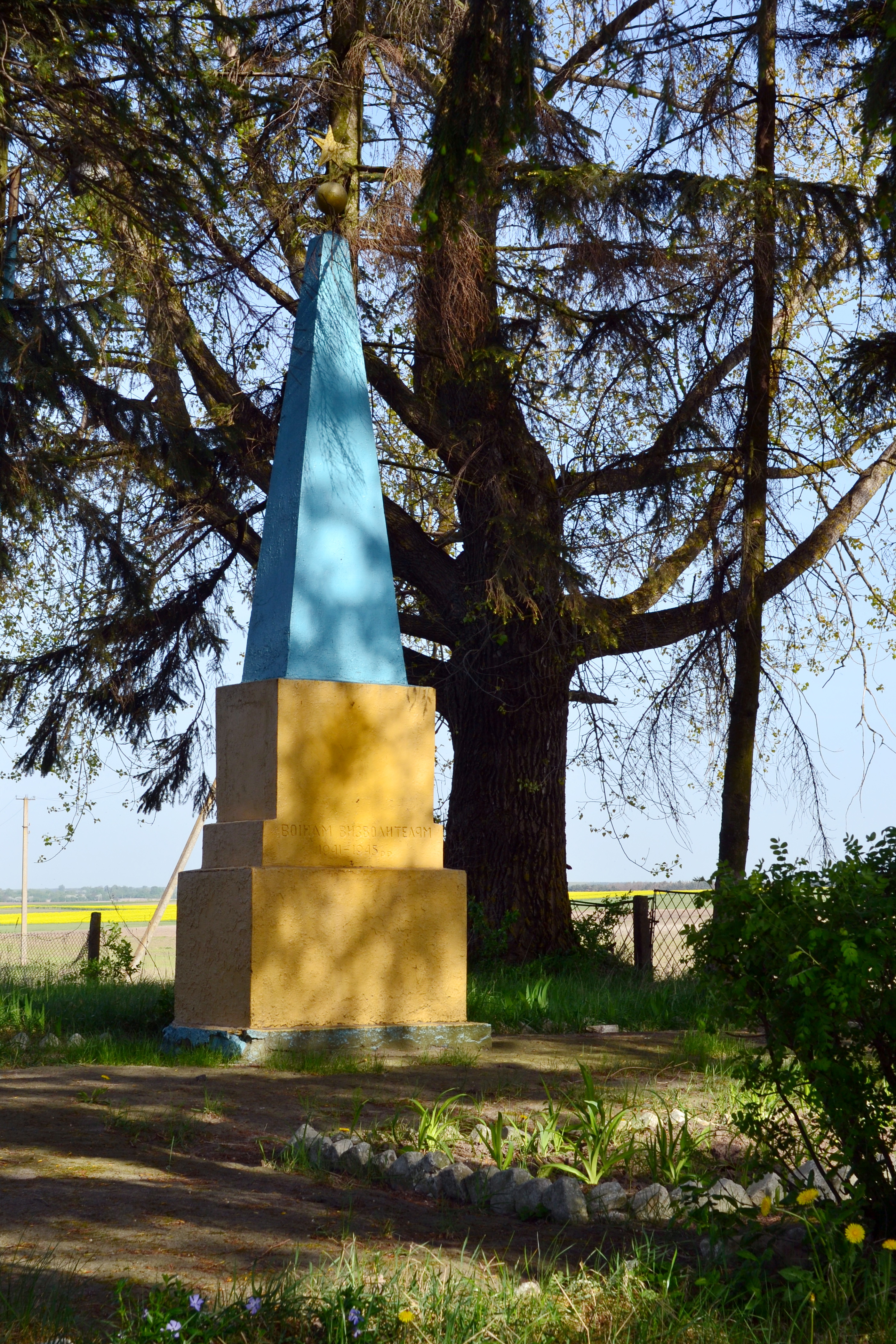